# Salomão Trismosin

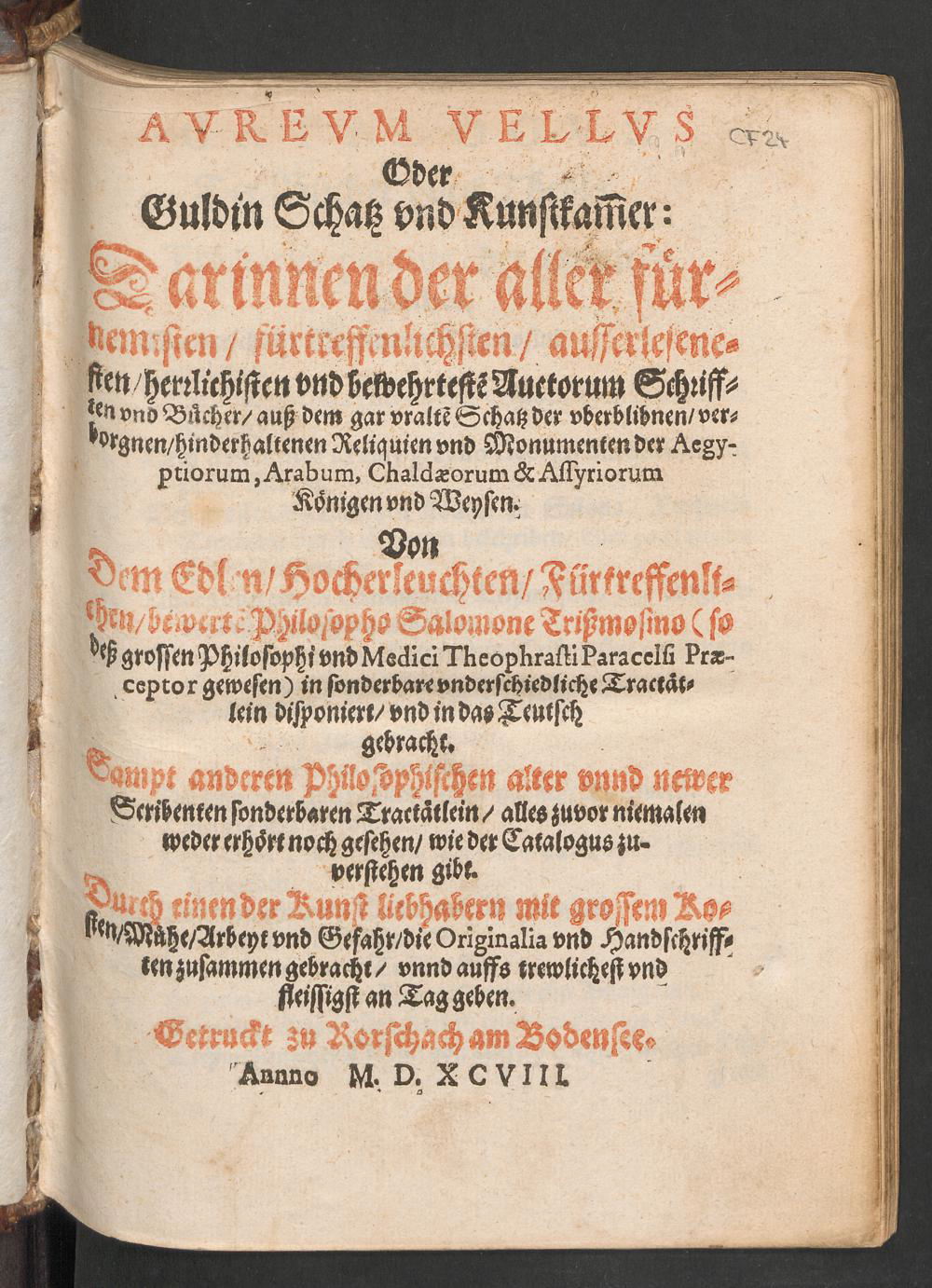
Aureum Vellum Titelblatt

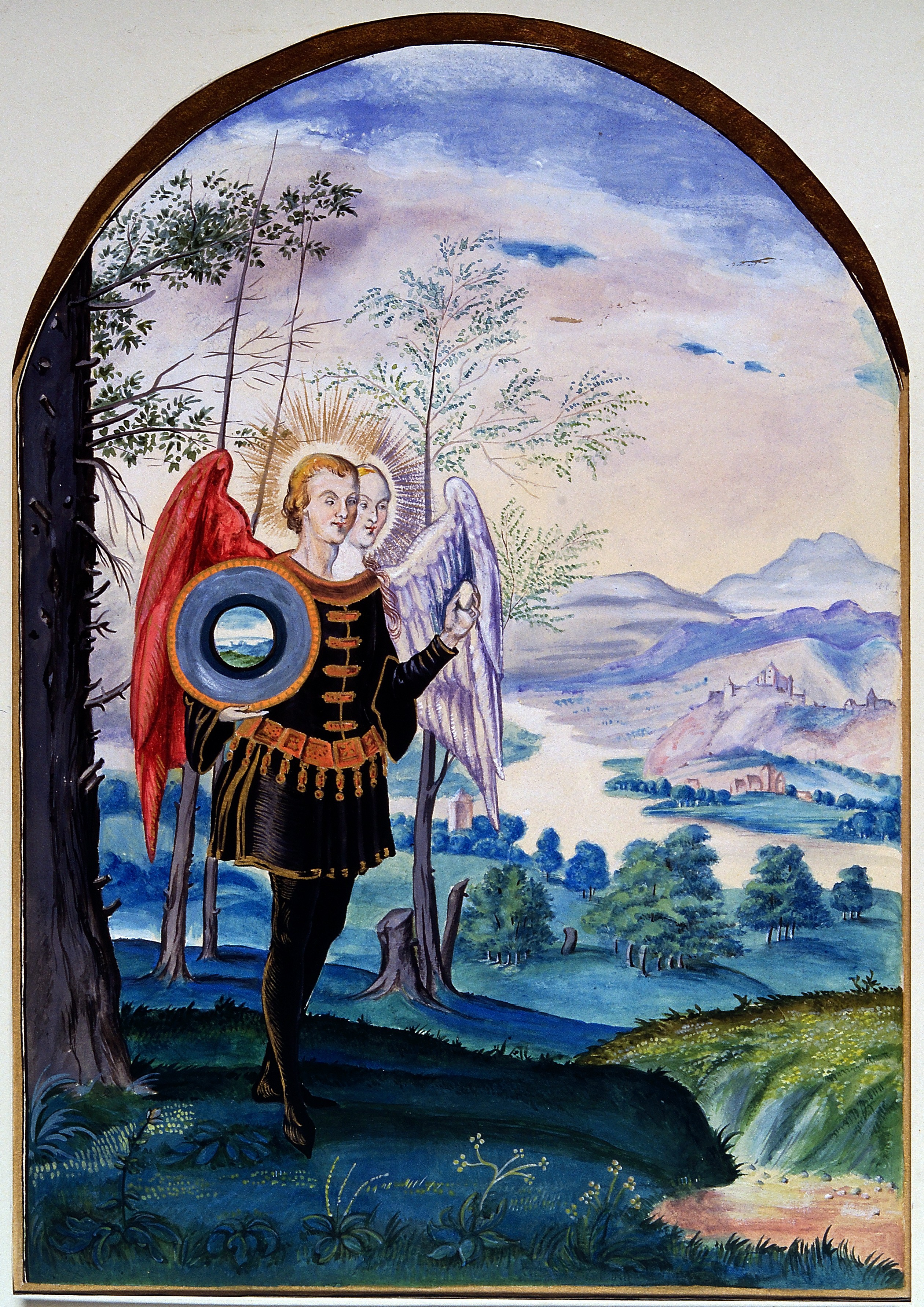
Splendor Solis.

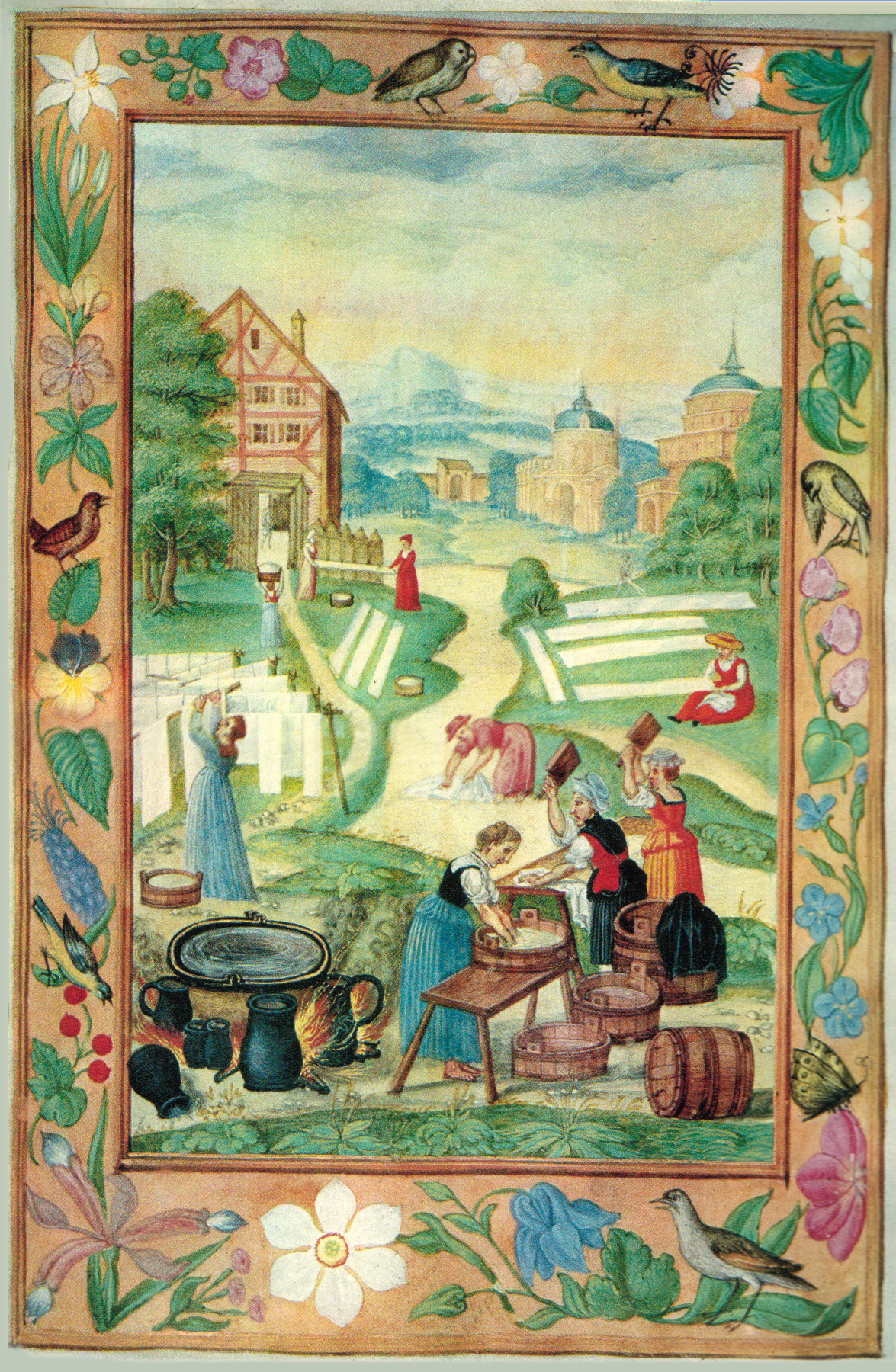
Ilustração A grande festa de lavar roupa em frente à cidade em Splendor Solis

O nome de Salomão Trismosin, (A palavra Trismosin é uma variante de Trissmosina, de Trismorin e significa O três vezes consciente) , aparece pela primeira vez em uma coleção de tratados alquímicos impressos e publicados em Rorschach em 1598, em alemão: o Aureum vellus (O Velo de ouro). Ele foi um lendário alquimista alemão dos séculos XV e XVI, que tornou-se afamado por (ter sido) o autor da considerada obra-prima da alquimia: o Splendor Solis. 

## Vida
Pouco é sabido de sua vida, no entanto, pode-se concluir que ele viveu entre a segunda metade de 1400 e início de 1500.   Mas foi, de certo, uma figura, embora pouco clara, afirmativamente associada a alguns textos alquímicos do século XVI. Presumivelmente ele viveu neste mesmo século. 
De acordo com sua declaração, no trecho introdutório do Aureum Vellum, seu primeiro contato com a alquimia, deu-se quando presenciou uma transmutação de um mineiro e alquimista chamado Flocker.  A partir daí ele iniciou sua busca, a busca daquele segredo. A partir de 1473, ele empreendeu sua jornada, primeiramente para a Itália, onde conheceu, a partir de um judeu, as propriedades do estanho e sua transformação em prata. Desejoso de encontrar os segredos da alquimia e o conhecimento das peregrinações e das particularidades das artes da alquimia, estas são as palavras dele:

“... Eu pensei, e tive a diligência de rever alguns dos meus problemas e escrever um livro. Eu vinha de um mosteiro, onde eu havia lido avidamente, como um amanuense, durante um ano inteiro. Depois disso, perambulei por toda a Itália e cheguei a um mercador italiano e a um judeu que conhecia o alemão. Eles sabiam como fazer com que a lata inglesa parecesse a melhor prata fina, vendiam grande parte dela. Eu me ofereci para trabalhar com eles: o judeu persuadiu o comerciante de que ele deveria me levar como servo. Eu tinha que avivar o fogo quando eles faziam a sua arte com a lata. Eu era diligente e eles gostavam e não escondiam nada de mim. Assim aprendi a arte e permaneci com eles quatorze semanas.
Depois disso eu viajei com o judeu de Veneza [onde] ele vendeu quarenta libras de prata a um comerciante turco. Enquanto ele negociava com o comerciante eu levei seis lotes de prata e fui até um ourives, que tinha duas joalherias. Como ele era um entendido, pedi-lhe que testasse a prata. Ele me levou a um lugar de São Marcos, para um testador que era muito corpulento e rico. Ele tinha três testadores assistentes alemães. Eles rapidamente deixaram o que faziam e, com instrumentos muito afiadas, testaram, mas em nenhum dos testes seguidos o material comprovou ser autêntico, tudo voou para o fogo. E eles me perguntaram severamente de onde eu havia encontrado a prata. Eu disse que ela foi fruto de um ensaio que eu teria efetuado. Quando eu vi que tudo era uma fraude, já não podia voltar para casa, eu não voltar para o judeu, e não prestou atenção acompanhamento a esta arte, e pensei que eu iria ser pego em uma infelicidade com o Jewr e do falso de prata. E fui depois disso para uma escola em Veneza e pedi que me desse comida duas vezes ao dia. Os alemães e eles me deram comida abundante; foi fundada para todos os tipos de nações e estrangeiro”.

“A partir daí, como relata o próprio Trismosin, o mesmo assistente que descobriu que a primeira amostra era falsa, ofereceu-lhe um emprego em um laboratório no dia seguinte, quando os dois se encontraram novamente. Trismosin não explica se tomou conhecimento disso, mas informa a seus leitores que ele estava empregado em um grande centro de operações alquímicas fora de Veneza... ” <ref\.PataiThe, Raphael. Alquimistas judeus: A história do livro original.</ref>

Ainda muito jovem, ele se tornou o assistente daquele judeu e, com ele, em 1473, seguiu para Veneza.  Já em Veneza ele, trabalhando com os judeus, tornou-se o superintendente dos fornos, e aprendeu como fabricar a prata. Todavia, ao tentarem vender a prata na praça de São Marcos, veio a saber que não era prata de verdade, então ele deixou os judeus e passou a trabalhar por um tempo como assistente em um grande laboratório químico, fora de Vneza, pertencente a um nobre e que tinha um químico-chefe alemão chamado Tauler. Esse período terminou quando seu patrão morreu na Festa della Sensa, durante uma tempestade. Neste período ele aprendeu a verdadeira arte ou os segredos da transmutação, sob a promessa de manter a boca fechada.  A evidência desta importante estadia em Veneza permanece esculpida nas páginas do "Splendor Solis". De Veneza ele rumou para o Oriente, onde se familiarizou com os livros alquímicos arábicos, que traduzira para o grego e o latim, e que desvendou-lhe o segredo da pedra filosofal. Corroborando com esta afirmativa, Van Helmont declara que foi em Constantinopla que Trismosin entregou a Pedra Filosofal a Paracelso (1493-1544). 

## Obras
Ele gozava de uma reputação de proeminente alquimista, e que conhecia o segredo da Pedra Filosofal. Os textos do Splendor Solis são muito alegóricos   e contém muitos tratados incluídos no Aureum vellus oder Guldin Schatz e Kunstkammer ("lã de ouro ou tesouro de ouro na câmara de artes"). Os dois primeiros trechos deste último apareceram juntos, em 1598, mas uma nota da impressora indica que um terceiro tratado deveria ser adicionado. Que se seguiu em 1599, que também incluiu a primeira edição do Splendor solis. A página de título do Aureum vellus indica que o filósofo "nobre e excelente" Trismosin é responsável pela edição, e que ele era o preceptor do conhecido Paracelso. 
- (1) Splendor solis (1582), Milão, Archè, 1975, 40 p. 22. Um belo trabalho. Enriquecido com figuras (incisões) da escola Dureriana (de Albrecht Dürer) representativa, com suas cores vivas e próprias. [nota 4] Neste trabalho as chaves da cabala, astrologia e simbolismos alquímicos "... estão expostos ao longo dos 22 fólios ilustrados à página inteira, de grande riqueza cromática e uma profusão quase barroca de detalhes...".[10]

- - (1a) O Splendor Solis é um códice iluminado do final do séc. XVI, preservado, sob o símbolo Harley 3469, na Biblioteca Britânica de Londres. Seus ensinamentos, segundo o historiador de arte Jörg Völlnagel, difundem a filosofia da alquimia numa concepção de mundo onde o alquimista trabalha em harmonia com a natureza e a criação divina. Esta é a temática filosófica em torno da qual giram os sete tratados do manuscrito e as vinte esplêndidas miniaturas. [8] Já o historiador da alquimia Thomas Hofmeier observa que "o trabalho é a quintessência das antologias anteriores que eram, por sua vez, destilados de obras mais antigas. E arremata dizendo que "...Em prateleiras e armários as obras dos grandes alquimistas, coletados ao longo da vida estão alinhadas, mas no centro, em um púlpito, destaca-se o Splendor Solis, o culminar do conhecimento alquímico". [8] o Splendor Solis se tornou o exemplo clássico de manuscrito alquímico ilustrado. Há muitos que dedicaram sua atenção, incluindo figuras literárias como William Butler Yeats, James Joyce e Umberto Eco.
  - (1b) Quanto à história do códice, hoje conhecido como "Harley 3469", despertou o interesse de John Evelyn, pintor da corte do rei Carlos II da Inglaterra, na biblioteca do Palácio de Whitehall, em 2 de setembro de 1680; sobre isso ele escreveu que... "continha "os processos para o Grande Elixir dos filósofos" e que era adornado com pinturas de grande beleza". Neste mesmo séc. XVII, farmacêutico e grande alquimista Barão Böttger, conhecido por ter inventado o método para fazer porcelana, teria sido um dos seus proprietários. Mais tarde, passou para as mãos do teólogo alemão Johann Cyprianus e, tempos depois foi adornar a biblioteca particular da "'... poderosa e aristocrática família Harley, protetora de artistas e eminentemente bibliófila". Em 1753 a Biblioteca Britânica comprou a obra.[11]
- (2) Aureum vellum (O Velocino de Ouro, o Tosão de Ouro ou a Flor dos tesouros. Trata-se de uma coletânea de escritos alquímicos, escrita supostamente, em 1490 e que teve sua primeira impressão em 1598, em Rorschach, Bodensee [nota 5] com uma tradução do todo de Bernard Husson, em Retz, com reedição em 1975, 288 p. Arquivo 1[ligação inativa] Arquivo 2. Antes, em 1604, uma segunda parte desta coletânea havia aparecido na Basiléia, após  que surgiram as edições ampliadas de 1708 e 1718 em Hamburgo. O livro foi traduzido para o francês em 1612. Quanto ao nome Aureum vellus, vem da tradição ou lenda do Velocino de Ouro, que segundo a tradição, continha uma declaração de ouro. O texto também contém escritos de Paracelso (e uma xilogravura do mesmo), o Tábua de esmeralda, um texto de Avicena, textos de um certo Korndorff e do bispo Melchior von Brixen, textos de autores desconhecidos e Trismosin entre outras coisas, o texto Splendor Solis. [nota 6] O Aureum vellum, ou "Velocino de Ouro", tornou-se quase tão popular quanto o livro de Nicolas Flamel sobre as figuras hieroglíficas. A busca pelo ’’Velocino’’ remonta à lenda grega da busca dos argonautas, em uma trajetória de vida ou morte a qual, lá pelos séculos VII ou VIII teve adicionado o inestimável valor do Tosão de Ouro e que reside no fato de que era uma pele que trazia inscrita uma receita para a fabricação de ouro, o ouro alquímico.

- - (2a) O livro Aureum vellum é um tratado sucinto, metodicamente filósofos, admirável por excelência. Aponta para o verdadeiro caminho para alcançar a perfeição. Enriquecido com figuras, e cores próprias vivamente representadas, exemplificam o que é necessário para chegar-se à prática deste belo trabalho, grandemente valorizado pelos autores da antiguidade, dos tesouros sobreviventes, escondidos e preservados nas relíquias e nos monumentos dos reis e sábios dos Egípcios, dos Árabes, dos Caldeus e Assírios e de outros autores. Tudo graças a este grande filósofo, Salomão Trismosin, preceptor do grande médico e filósofo Teofrasto Paracelso e agora traduzido do alemão para o francês, e comentado sob a forma de paráfrase por Charles Sevestre (1612) [12] Posteriormente ao livro se acrescenta, de forma sucinta e metódica, um trecho sobre a Pedra filosofal, enriquecido com figuras e cores adequadas, e recolhidas a partir dos monumentos mais caros da antiguidade, tais como os dos Caldeus, Hebreus, Egípcios, Árabes, Gregos, Latinos.

- - (2b) A Pedra Filosofal só pode ser obtida do Aureum Vellus por sublimação de mercúrio com alúmen, salitre e sal comum e destilação repetida com álcool (finalmente com a adição de folha de ouro). Com a Pedra Filosofal, o alquimista não apenas transforma metais básicos em ouro, mas também rejuvenesce a si mesmo.

### Edição dos textos atribuídos a Salomão Trismosin
- Aureum Vellus oder Guldin schatz und Kunstkammer, Rohrschach 1598
- Aurei Velleris Tractatus II, Rohrschach c. 1598
- Aurei Velleris Tractatus III, Rohrschach 1599
- Aureum Vellus oder Guldin Schatz und Kunstkammer, s.l. 1599
- Aurei Velleris Tractatus II s. l. c 1599
- Aurei Velleris Tractatus III s. l. 1600
- Aurei Velleris Tomi Secundi Tractatus I s. d c, 1600
- Aurei Velleris Tractatus Quartus, 1604
- Promptuarium alchemiae, Leipzig 1610,
- Appendix Primi Tomi Promptuarii Alchymiae s. l. 1610
- Promptuarium Alchemiae Ander Buch Leipzig 1614
- Der dritte und letzte Theil der Guldin Arch Bâle 1614
- Salomãois Trismosini Von Tincturen, Budissin & Leipzig 1677
- Aureum Vellus oder Guldin Schatz Hambourg 1708
- Aurei Velleris oder der Guldin Schatz und Kunstkammer Tractatus II, Hambourg 1708
- Tractatus III, Hambourg 1708
- Tractatus Quartus, Hambourg, 1708
- Tratatus Quintus et ultimus, Hambourg, 1708
- Eröffnete Geheimnisse des Steins der Weisen oder Schatz-kammer der Alchymie, Hambourg, 1718

### Estudos sobre Salomão Trismosin
- (em alemão) Joachim Telle Der Splendor Solis In der Fruhneuzeitlichen Respublica Alchemica Daphnis - Zeitschrift fur Mittlere Deutsche Literatur-  October 2006 Vol. 35 N°: 3-4 p. 421-448 ((em inglês) resumo por  Adam McLean - Arquivo online)
- Paul de Saint-Hilaire, René Ricaille e Patrick Rivière,  Leitura alquimia do grande lugar de Bruxelas ou onde são explicaos os sinais de Salomão Trismosin sobre o Tosão de Ouro , Edições da Cosmogone, 2002, 167 p.
- Splendor Solis. O brilho do sol. Tratado contendo a explicação da Grande Obra, e ilustrada por vinte e duas miniaturas descrevendo todo o processo, anteriormente composta por Salomão Trismosin, com instruções e notas de Stephan Hoebeeck, Bruxelas: Esh éditions, 2013.